# Ostrówek (Mielec)
Pour les articles homonymes, voir Ostrówek.
Ostrówek est une localité polonaise de la gmina de Gawłuszowice, située dans le powiat de Mielec en voïvodie des Basses-Carpates.